# Jiří Unger
Jiří Unger (* 28. září 1974 v Liberci) je reprezentant českého evangelikálního hnutí a religionistiky. Ve své odborné činnosti se zabývá zejména vztahem globalizace a náboženství.
V 90. letech 20. století pracoval ve Studentské křesťanské misii. Od roku 2003 působí jako tajemník České evangelikální aliance. Je členem Církve bratrské.
V roce 2007 byl zvolen předsedou Evropské evangelikální aliance; jeho funkční období je čtyřleté.

## Dílo
- Teorie náboženského trhu. Křesťanská revue, 2001 (68) , č. 6, s. 147-152, č. 7, s. 175-181.